# Abarema langsdorfii
Abarema langsdorfii är en ärtväxtart som beskrevs av George Bentham. Abarema langsdorfii ingår i släktet Abarema och familjen ärtväxter. Inga underarter finns listade i Catalogue of Life.